# Helga Eichelberg

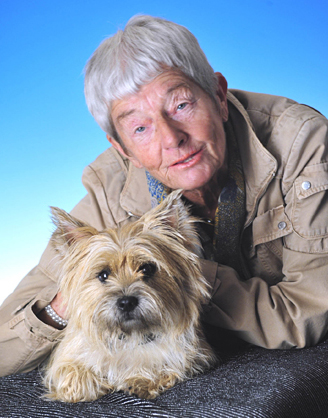
Helga Eichelberg mit ihrem Cairn Terrier „Fritzi“

Helga Eichelberg (* 31. März 1934 in Berlin) ist eine deutsche Zoologin, die durch ihre Arbeiten zu veterinärmedizinischer Forschung, Züchtung und Haltung von Rassehunden bekannt wurde. Sie hat die Hundeliebhaberei in Deutschland nachhaltig geprägt. Sie war bis 1996 am Institut für Zoologie der Rheinischen Friedrich-Wilhelms-Universität Bonn tätig und hat 1994 die Gesellschaft zur Förderung Kynologischer Forschung e. V. gegründet, deren Vorsitzende sie bis 2019 war.

## Leben
Helga Eichelberg hat an der Rheinischen Friedrich-Wilhelms-Universität Bonn von 1953 bis 1960 Biologie und Chemie studiert und mit einer Arbeit über Farbmusterbildung bei Mäusen bei Rolf Danneel promoviert. Sie war zuletzt als Akademische Direktorin bis 1996 am Institut für Zoologie der Universität Bonn tätig.

## Wirken
Helga Eichelberg hat sich in ihrer wissenschaftlichen Arbeit mit der veterinärmedizinischen Forschung, Züchtung und Haltung von Rassehunden beschäftigt. Die „Grande Dame der deutschen Kynologie“ wendet sich gegen die Züchtung übertriebener Schönheitsmerkmale – aber auch gleichzeitig gegen die Praxis, Hunde allein aufgrund ihrer Rasse als gefährlich einzustufen.
Eichelberg war in Organisation und Aufbau großer Fachgesellschaften engagiert. Von 1987 bis 1996 war sie im Vorstand der Deutschen Zoologischen Gesellschaft und initiierte 1991 den Walther-Arndt-Preis für Nachwuchswissenschaftler. Ihr Interesse konzentrierte sich auf die veterinärwissenschaftliche Forschung, Züchtung und Haltung der Rassehunde, dem beliebtesten Haustier in vielen Ländern. Eichelberg war von 1988 bis 2011 Vorsitzende des Wissenschaftlichen Beirats des Verbandes für das Deutsche Hundewesen (VDH), sie regte 1999 die Fortbildungsakademie des Verbandes an, die sie bis 2019 betreute. Vom VDH wurde sie 2003 mit der Ehrennadel mit Gold und Brillant ausgezeichnet.
Helga Eichelberg erkannte, dass eine Organisation fehlte, die sich über Liebhaberbelange hinaus mit der wissenschaftlichen Erforschung (Kynologie) der Hunde beschäftigt und zu einer engen Zusammenarbeit mit Veterinärmedizinern führen sollte. Dazu gründete sie 1994 die Gesellschaft zur Förderung Kynologischer Forschung e. V. und war bis 2019 deren Vorsitzende. Helga Eichelberg gelang es in diesen 25 Jahren rund 2,8 Millionen Euro an Fördergeldern einzuwerben.
Von der Deutschen Veterinärmedizinischen Gesellschaft (DVG) wurde sie 2010 für ihre Verdienste um Forschung und Fortbildung auf dem Gebiet der Kynologie und die Verbindung zur tiermedizinischen Wissenschaft mit der Richard-Völker-Medaille ausgezeichnet. Der „Dog Award“ wurde ihr 2011 für ihr Lebenswerk verliehen. Ihr Handbuch „Hundezucht“ (Stuttgart 2006, Neuauflage 2022) gilt als Standardwerk auf diesem Gebiet.

## Schriften (Auswahl)
- H. Eichelberg (Hrsg.): Hundezucht. Franckh-Kosmos, Stuttgart 2006. (2. Auflage 2022).
- H. Eichelberg,  R. Seine: Life expectancy and cause of death in dogs. Teil I: The situation in mixed breeds and various dog breeds. In: Berliner und Münchener Tierärztliche Wochenschrift. Band 109, Nr. 8, 1. Aug 1996, S. 292–303.
- H. Eichelberg: Kampfhunde – Gefährliche Hunde. In: Deutsche tierärztliche Wochenschrift. Band 107, 2000, S. 91–93.
- H. Eichelberg: Tierschutz und Hundezucht. In: Tierärztliche Praxis. Ausgabe G: Großtiere Nutztiere. Thieme Verlag. 2008, S. 559–562.
- I. Hertwig, H. Eichelberg, J. Hentschel: Light and electron microscopic studies of the skin of the Palembang puffer, 'Tetraodon steindachneri' (Teleostei, Tetraodontidae). In: Zoomorphology. Springer. Band 111, 1992, S. 193–205.
- H. Eichelberg: Fine structure of the drum muscles of the piranha (Serrasalminae, Characidae). In: Cell and tissue research. Springer. Band 185, Nr. 4, 1977, S. 547–555.

Quelle: